# 30840 Jackalice
30840 Jackalice este un asteroid din centura principală de asteroizi.

## Descriere
30840 Jackalice este un asteroid din centura principală de asteroizi. A fost descoperit pe 15 aprilie 1991 la Observatorul Palomar de Carolyn S. Shoemaker și David H. Levy. Asteroidul prezintă o orbită caracterizată de o semiaxă mare de 2,65 ua, o excentricitate de 0,20 și o înclinație de 12,2° în raport cu ecliptica.